# Diecezja Temuco
Diecezja Temuco (łac. Diœcesis Temucensis) – rzymskokatolicka diecezja w Chile z siedzibą w Temuco.

## Historia
Diecezja została erygowana 18 października 1925 z części terenu ówczesnej diecezji Concepción. W 1959 część diecezji razem z częścią archidiecezji Concepción utworzyła diecezję Los Ángeles.

## Główne świątynie
- Katedra: Katedra św. Józefa w Temuco

## Biskupi diecezjalni
- Prudencio Contardo Ibarra (1925–1934)
- Alfredo Silva Santiago (1935–1939)
- Augusto Salinas Fuenzalida (1939–1941)
- Alejandro Menchaca Lira (1941–1960)
- Bernardino Piñera Carvallo (1960–1977)
- Sergio Otoniel Contreras Navia (1977–2001)
- Manuel Camilo Vial Risopatrón (2001–2013)
- Héctor Vargas (2013–2022)
- Jorge Concha (od 2023)